# Cercopithecus cephus
Cercopithecus cephus é um Macaco do Velho Mundo da subfamília Cercopithecinae. Ocorre em Angola, Camarões, República Centro-Africana, República do Congo, República Democrática do Congo, Guiné Equatorial e Gabão.